# Zhu Jiahua
Zhu Jiahua (朱家驊, 30 mai 1893 - 3 janvier 1963) est un homme politique chinois qui est vice-Premier ministre de la République de Chine de 1949 à 1950.